# Miel et cendres
Miel et cendres è un film del 1996 diretto da Nadia Fares.